# Aussichtsturm Hochwacht Wildensbuch
Der Aussichtsturm Hochwacht Wildensbuch steht auf der Hochwacht, einer Anhöhe oberhalb von Wildensbuch, einem Dorfteil der Gemeinde Trüllikon im Kanton Zürich.

## Daten
Der hölzerne Turm ist 37 Meter hoch und 8,5 Meter breit. Er wurde im Frühling 2010 eingeweiht. Vier massiv tragende Douglasienstämme bilden sein Hauptgerüst. Die Konstruktion wiegt rund 100 Tonnen; weitere 150 Tonnen wurden für das Betonfundament verbaut.

## Geschichte
Der Turmbau ist ein Gemeinschaftsprojekt der ehemaligen Zivilgemeinde Wildensbuch, der Politischen Gemeinde Trüllikon und der Bürgergemeinde Schlatt TG. Er soll an die Auflösung der Zivilgemeinde Wildensbuch erinnern.
Um 1650 liess die Zürcher Herrschaft auf der Anhöhe über Wildensbuch eine von insgesamt 23 Hochwachten im Kanton Zürich bauen. Die Hochwachten dienten als Alarmsystem. Innerhalb von 15 Minuten konnten alle 23 Hochwachten ein Signal weitergeben. Die bekanntesten Zürcher Hochwachten standen auf der Lägern, dem Irchel und dem Uetliberg. 1870 wurde das Hochwachten-System während des Deutsch-Französischen Kriegs letztmals eingesetzt.

## Aufstieg
Die Aussichtsplattform wird über 186 Treppenstufen und 2 Zwischenpodesten erstiegen. 
| Treppen |

## Aussichtsplattform
Die Aussichtsplattform in 33 Meter Höhe beinhaltet drei Panoramatafeln und eine Holzsitzbank.
| Aussichtsplattform |

## Rund um den Turm
Neben dem Turm befinden sich diverse Sitzplätze und eine Schautafel mit den wichtigsten Daten des Turmes.

Im Betonfundament des Turmes sind die Wappen der Gemeinden Trüllikon und Schlatt sowie der Orte Wildensbuch und Rudolfingen eingegossen.
| Wappen der Gemeinden Wildensbuch, Trüllikon, Rudolfingen und Schlatt |

## Anreise
Wanderwege führen von Wildensbuch, Schlatt, Benken ZH und Schaffhausen via Cholfirst zum Aussichtsturm.
| Aussichtsturm Wildensbuch von Wildensbuch aus gesehen |

## Aussicht
Vom Turm aus bietet sich eine Aussicht Richtung Zürcher Weinland, Randen, Hegau, Bodensee und Alpen. 

## Quelle
- Schaffhauser Nachrichten vom 3. Mai 2010.